# Faïencerie de Lunéville-Saint-Clément
Koordinaten: 48° 31′ 48,4″ N, 6° 36′ 1,8″ O

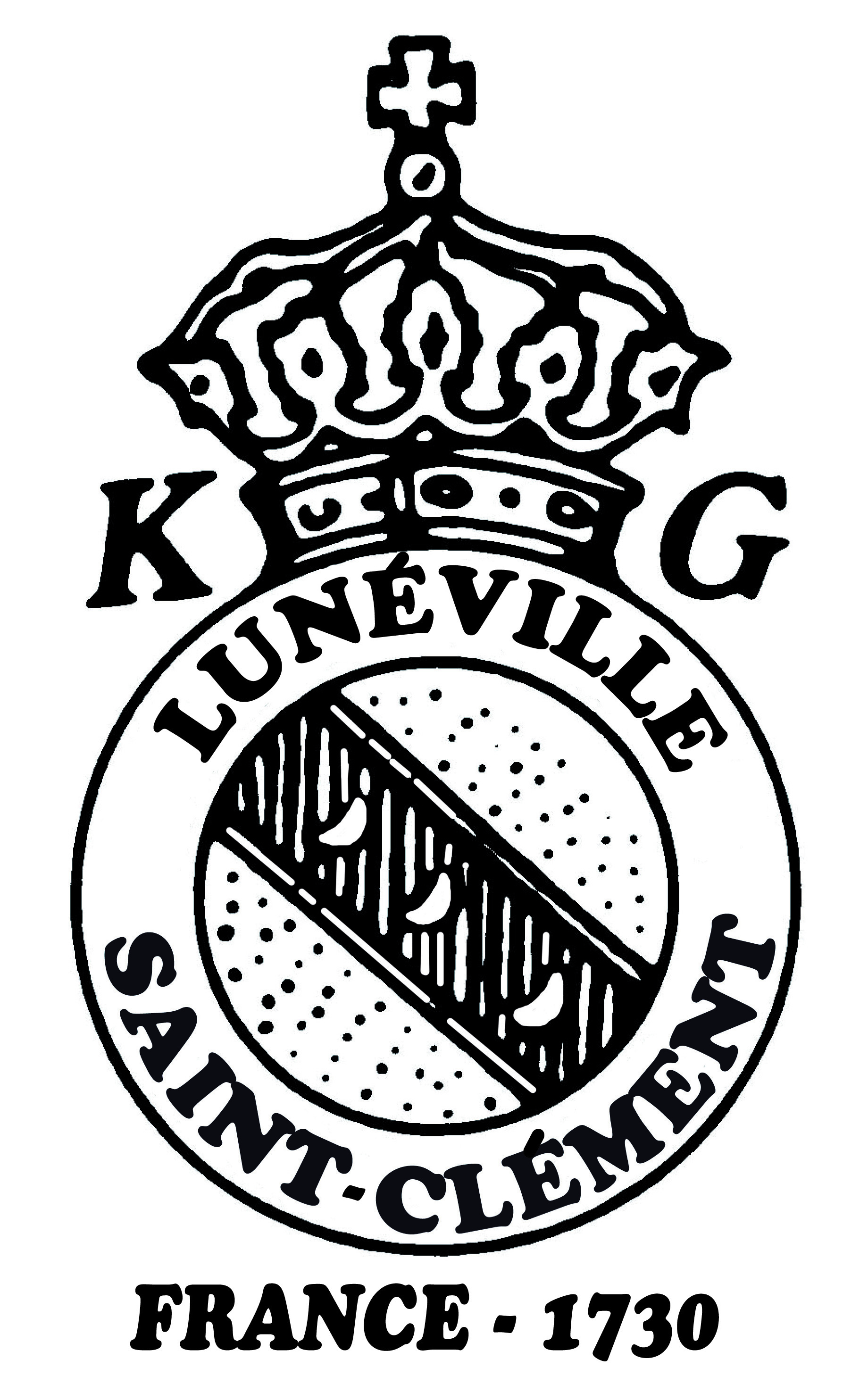
Logo des manufactures de Lunéville & Saint-Clément KG

Die Faïencerie de Lunéville-Saint-Clément bewahrt das Erbe der lothringischen Stadt Lunéville und der Gemeinde Saint-Clément der Herstellung von Steingut seit dem 18. Jahrhundert. Die Produktionsstätte von Lunéville wurde um 1730 gegründet, während die von Saint-Clément um 1758 gegründet wurde und damit die älteste noch in Betrieb befindliche Fayencefabrik ist.

## Geschichte
Der Ursprung der Manufaktur geht auf das Jahr 1711 zurück, in dem (Jean)-Jacques Chambrette père (1683–1751), ein Töpfermeister aus Dijon, im Auftrag des Comte de Fontenoy eine erste Töpferei in Lothringen bei Champigneulles gründete. 1722 begann die Geschichte des Steingutes in Luneville, als sein Sohn Jacques Chambrette (1705–1758) sich als Steinguthändler etablierte. Im Jahre 1723 wurde er Lieferant des Hofes. Erst 1729 oder vielleicht 1730 eröffnete Jacques Chambrette fils dort seine erste Steingutfabrik. Sein offizielles Briefpatent erhielt er jedoch erst am 10. April 1731 von Herzog François III., so dass er Land und Holz überall dort beziehen konnte, wo er es wollte, und erhielt am 14. Juni 1731 von Élisabeth-Charlotte d'Orléans Steuerbefreiungen.
Gleichzeitig schloss sich Jacques Chambrette 1739 mit einem gewissen Daix zusammen, um die Glasfabrik Portieux zu übernehmen.
Nachdem er 1748 die Terre de Pipe (mit Kreide- oder Kalkmergel, weiß gebrannt) – eine geheime Komposition, die von einem seiner Enkel auf die Faïencerie de Niderviller übertragen wurde – und dann die Terre de Lorraine (mit Kalkphosphat) entwickelt hatte, Böden, die ein feines und weißes Steingut ergeben, das es ermöglichte, feine Details zu erhalten, Technik aus England, um Porzellan nachzuahmen, weshalb sie manchmal als "opakes Porzellan" bezeichnet wird, sowie feinere und vielfarbigere Dekorationen durch das Kochen im gedämpften Ofen "Réverbère" (kleines Feuer) zeigt Jacques Chambrette die Verfeinerung seiner neuen Produktionen seiner Freundin Émilie du Châtelet und König Stanislaus I. Leszczyński. Dieser erteilte ihr dann am 13. Dezember 1749 ein neues Briefpatent, mit dem Recht, ihr Rohmaterial aus allen Freiflächen Lothringens zu gewinnen, und anschließend die Genehmigung, sie von der Manufacture Royale zu unterscheiden. Diese Entwicklung ermöglichte es, die Exporte nach Deutschland, Polen, Italien und sogar in die Kolonien zu steigern. Bis 1753 waren dort bereits rund 200 Arbeiter beschäftigt.
Um jedoch die hohen Steuern auf den Export aus dem Herzogtum Lothringen nach Frankreich zu vermeiden, gründete Jacques Chambrette nach einem Antrag an König Ludwig XV. 1756 (offizielle Genehmigung vom 3. Januar 1758) eine zweite Fabrik in Saint-Clément, die sich auf dem Gebiet der Trois-Évêchés befand.
Als Jacques Chambrette starb, übernahmen sein Sohn Gabriel (1732–1788) und sein Schwiegersohn Charles Loyal die beiden Fabriken von Lunéville & Saint-Clément.

## Werkstücke

### Galerie Lunéville

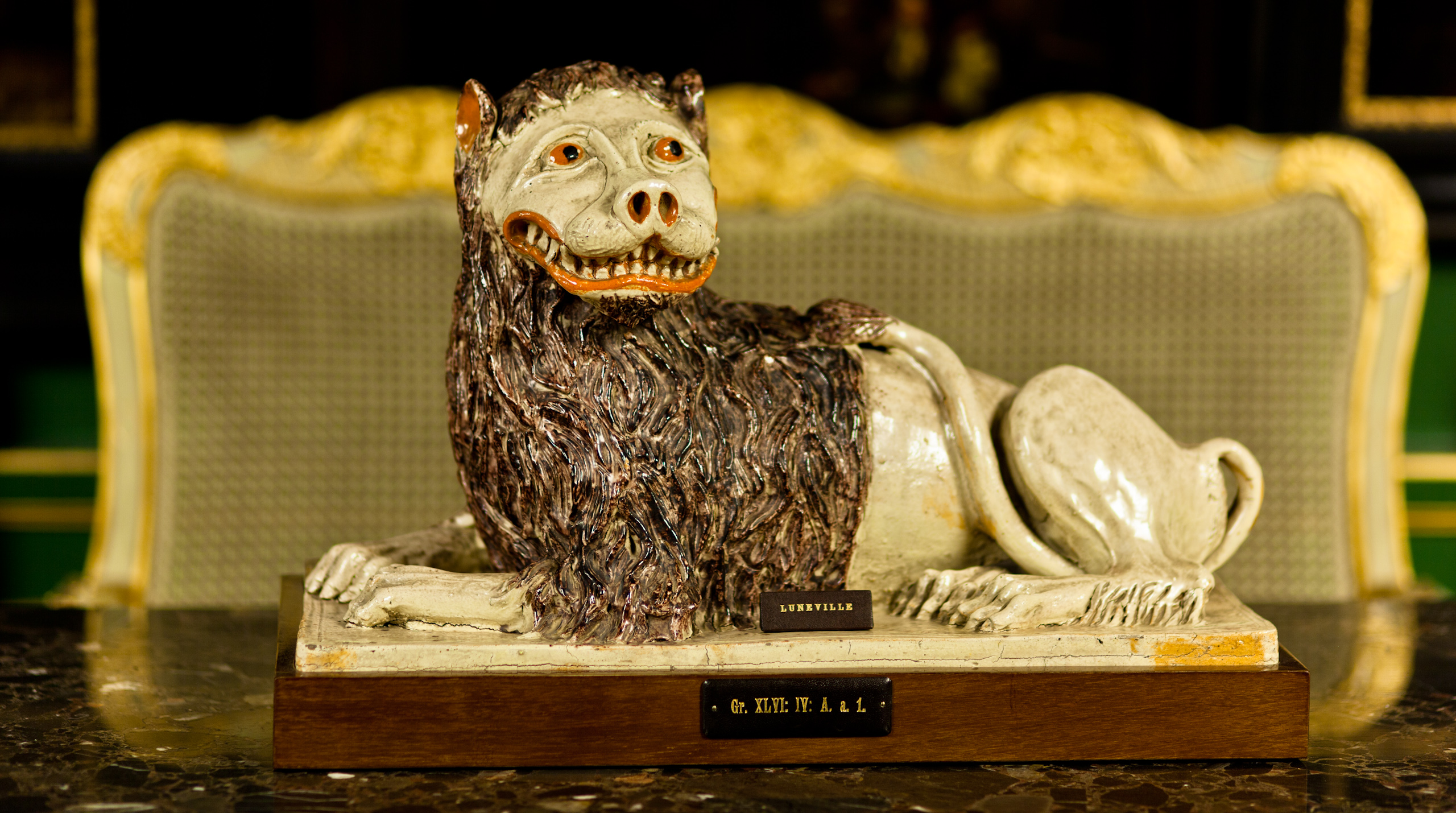
Chien de Fô aus Luneville (Hallwyl Museum in Stockholm) um 1760.
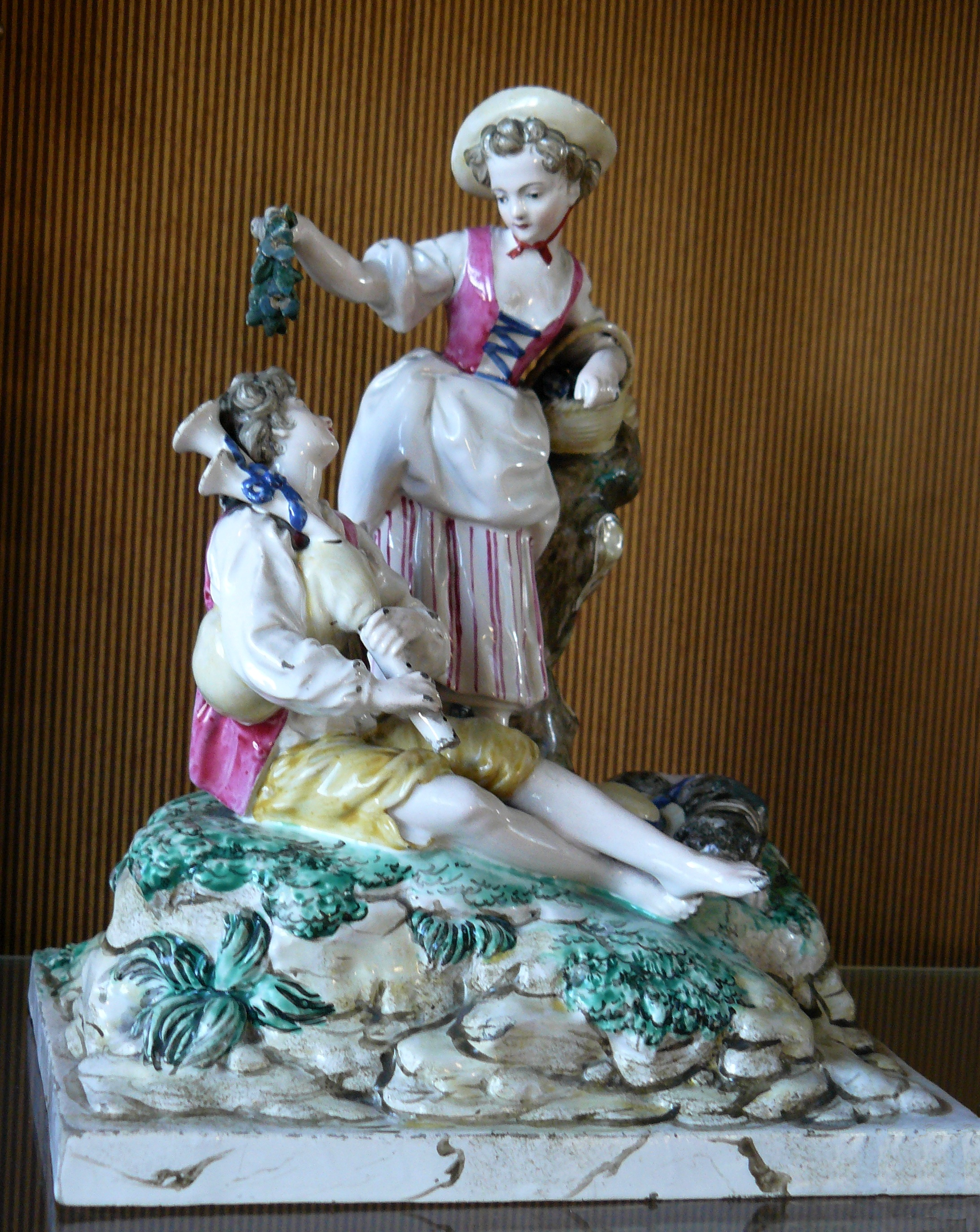
Statuette "femme couronnant un musicien" – Terre de Lorraine mit zinnhaltigem Schmelz, Luneville, um 1775, – Musée national de Céramique – Sèvres, Inv Nr. MNC 3756
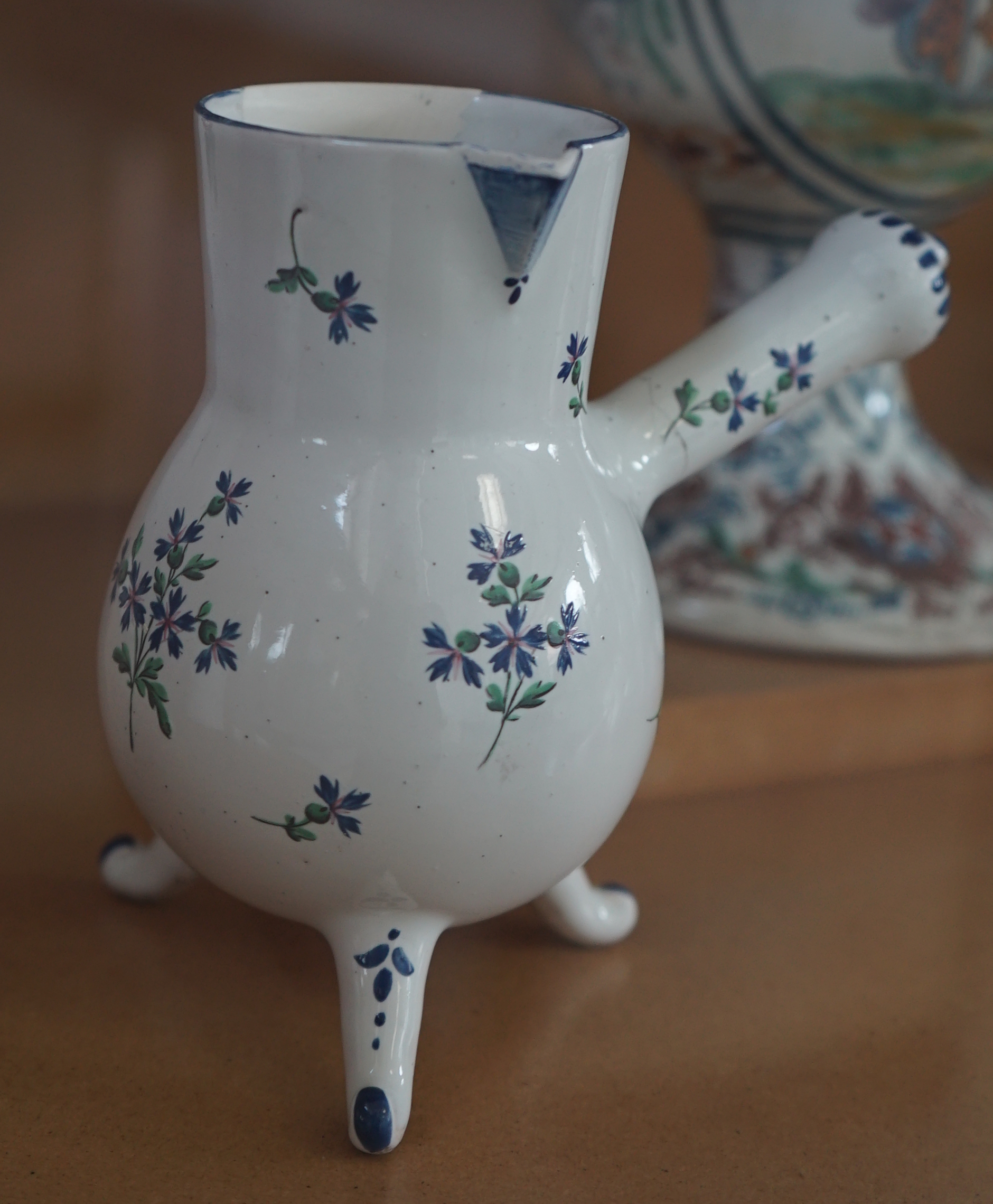
Chocolatière XIXe Musée de la céramique et de l’ivoire de Commercy.
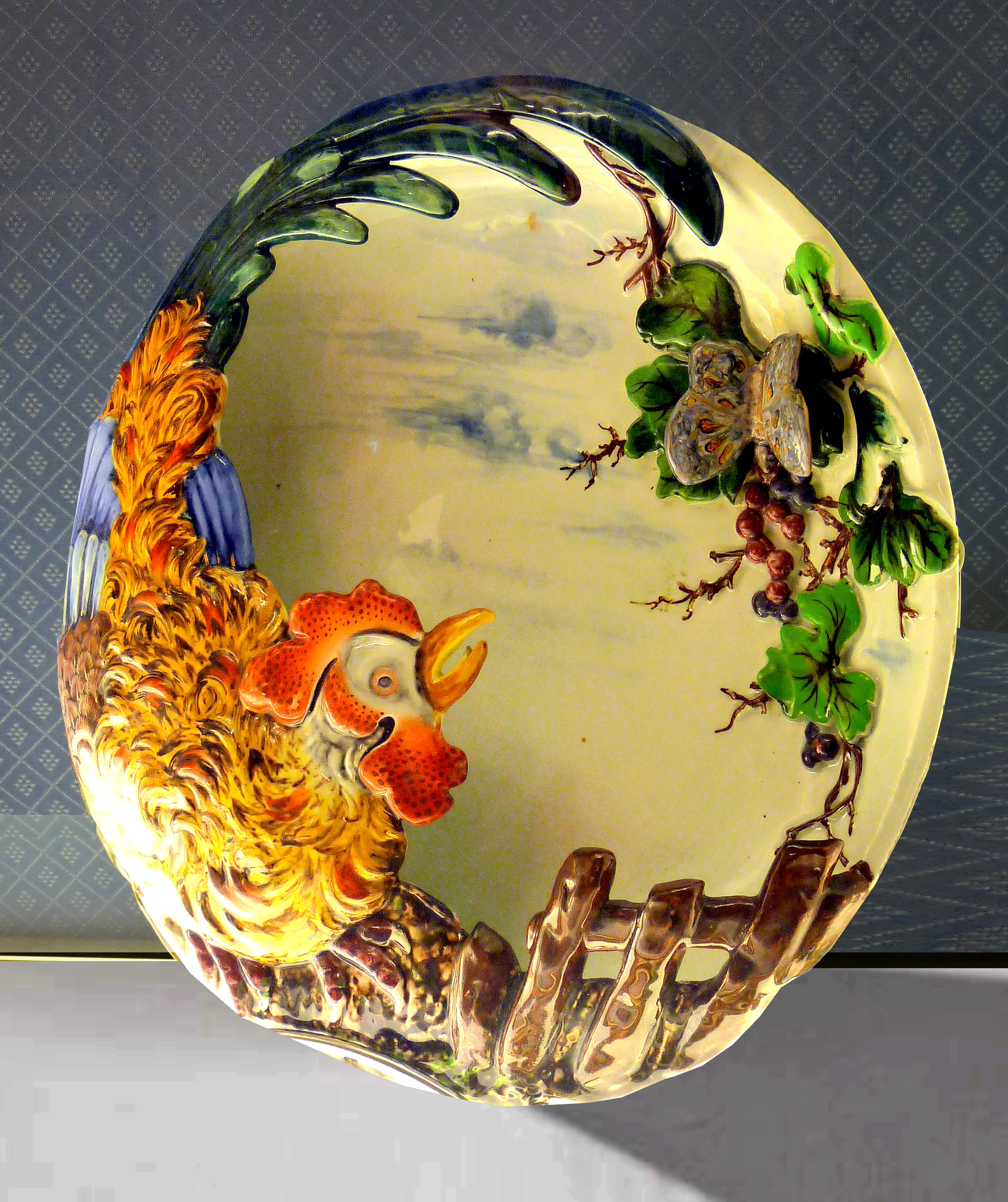
Auguste Majorelle, Ziergeschirr aus Lunéviller Steingut zweite Hälfte des 19. Jahrhunderts
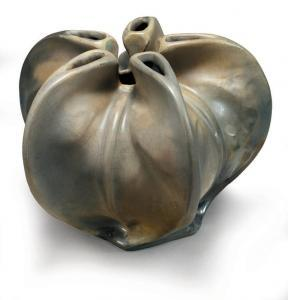
Ernest Bussière (1863–1913) et KELLER & GUERIN (Lunéville) Vase Périanthe. Vase en faïence fine de petit feu. Couverte émaillée irisée à reflets métalliques, mat et brillant Signé sous la base à l'émail K.G. Lunéville – Bussière – Ende 19. Jahrhundert
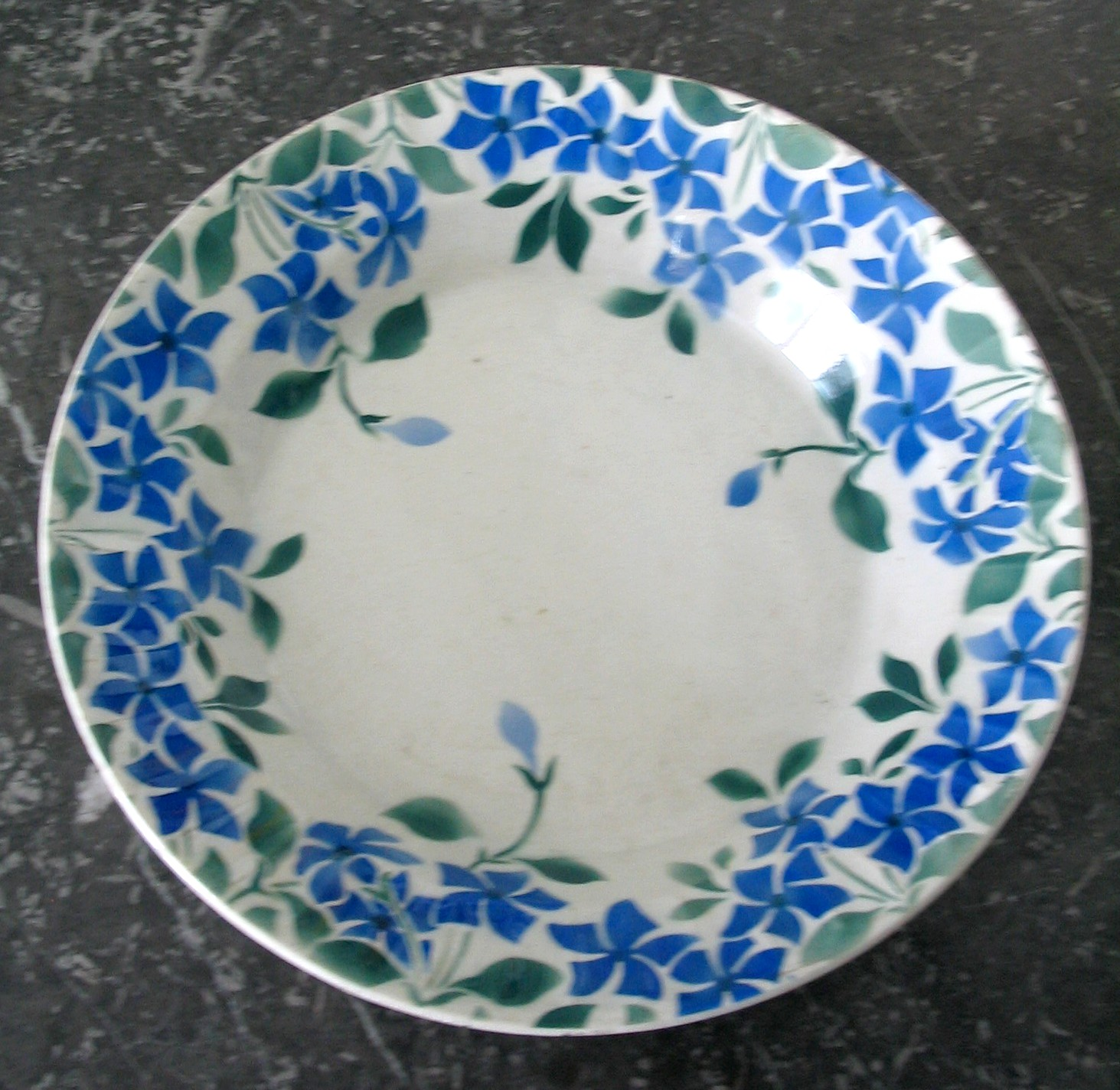
Plat en faïence de Lunéville, modèle Pervenche K & G, Anfang 20. Jahrhundert
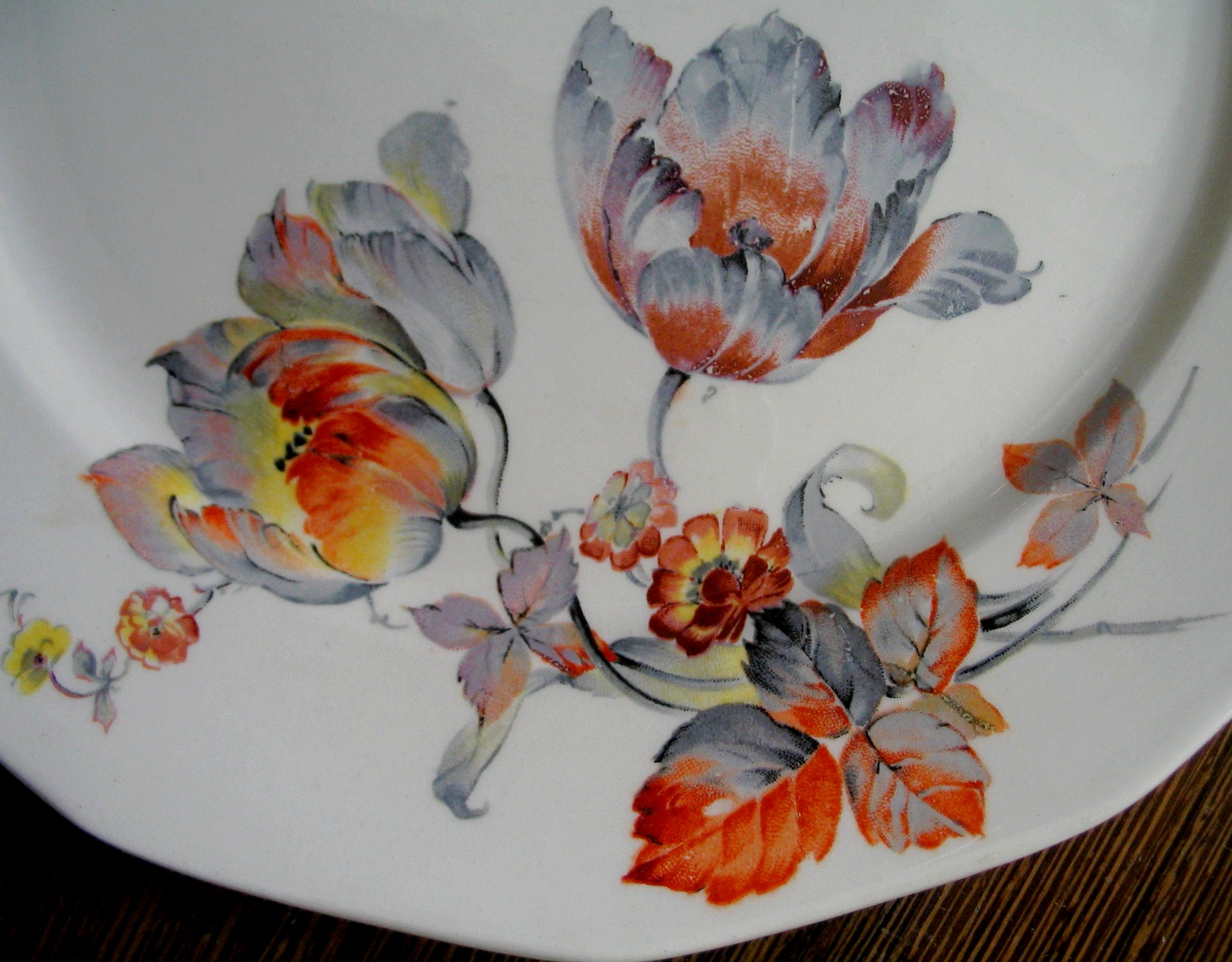
Assiette en faïence de Lunéville, détail du décor, modèle Andilly pour la Samaritaine, um 1920.
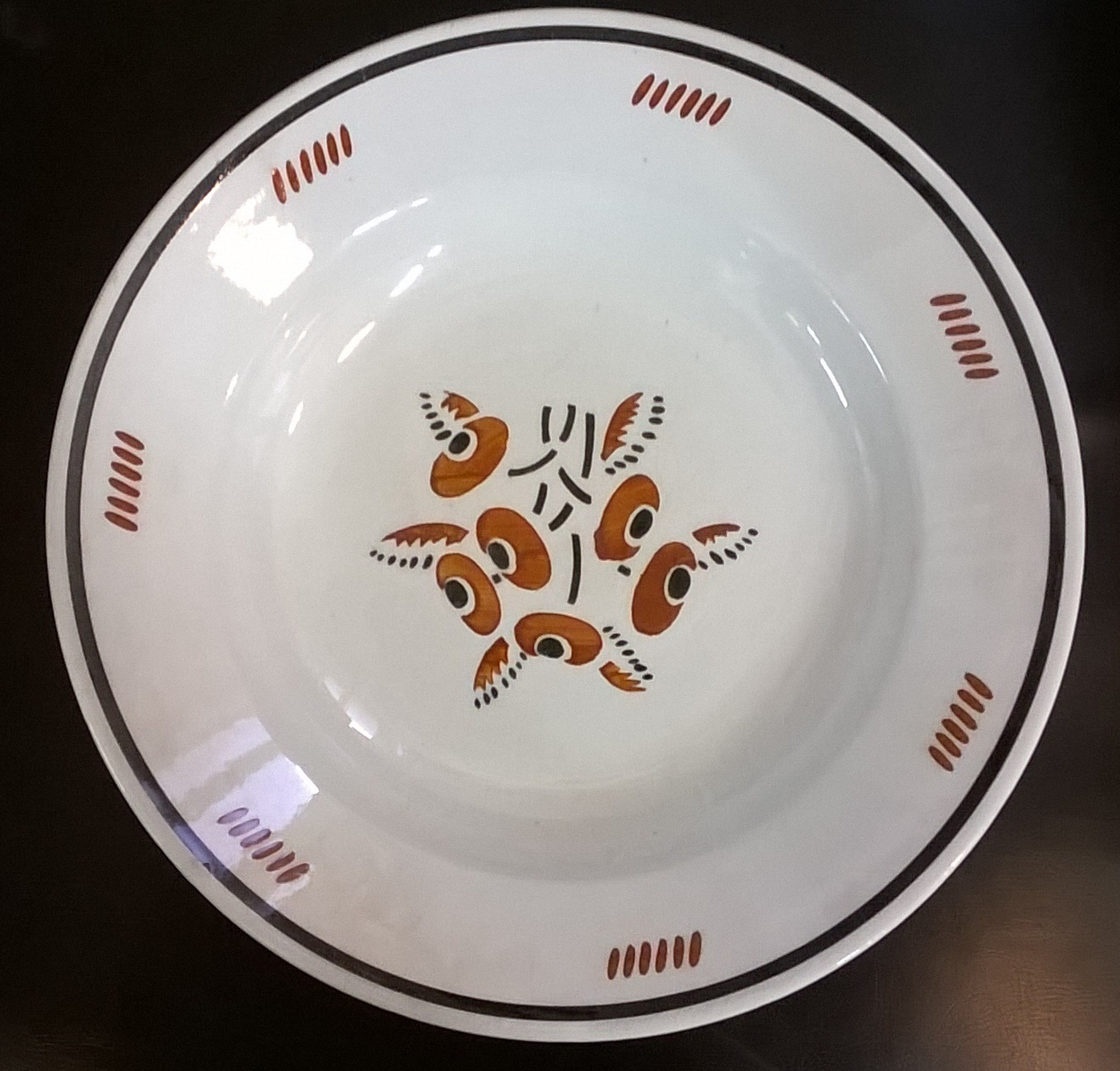
Assiette art déco – Faïencerie de Lunéville um 1925.

### Galerie Saint-Clément

Faïences de Saint-Clément
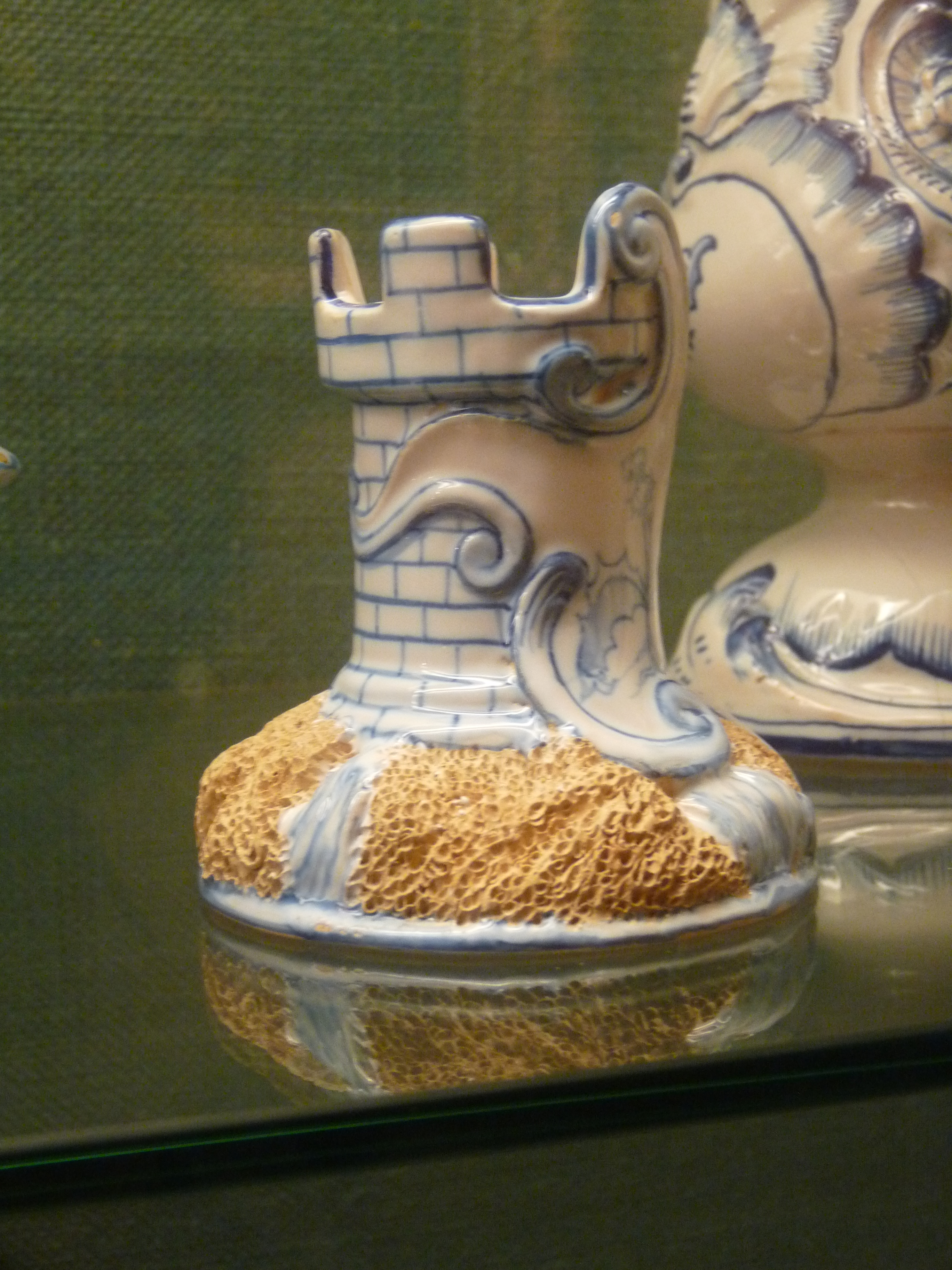
Porte pierre pyrogène – Émile Gallé pour Saint-Clément, um 1870.
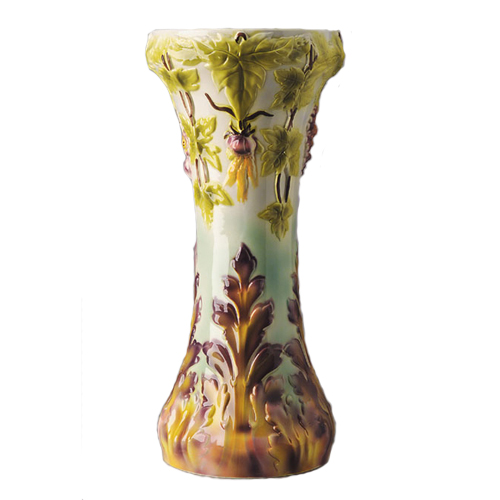
Colonne barbotine de la faïencerie de Saint-Clément, um 1880.
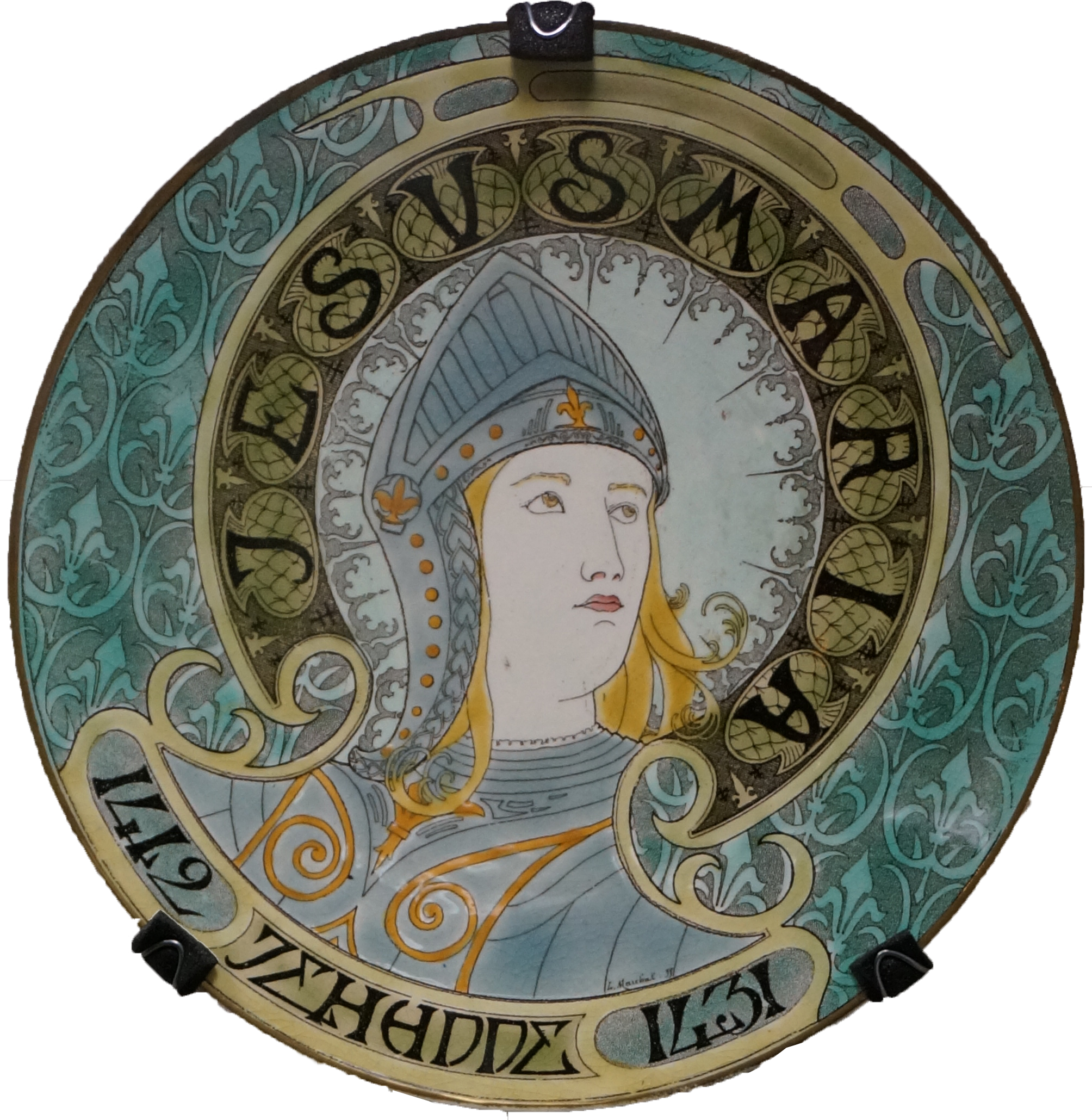
Assiette Jeanne d'Arc (1889) – Art nouveau.
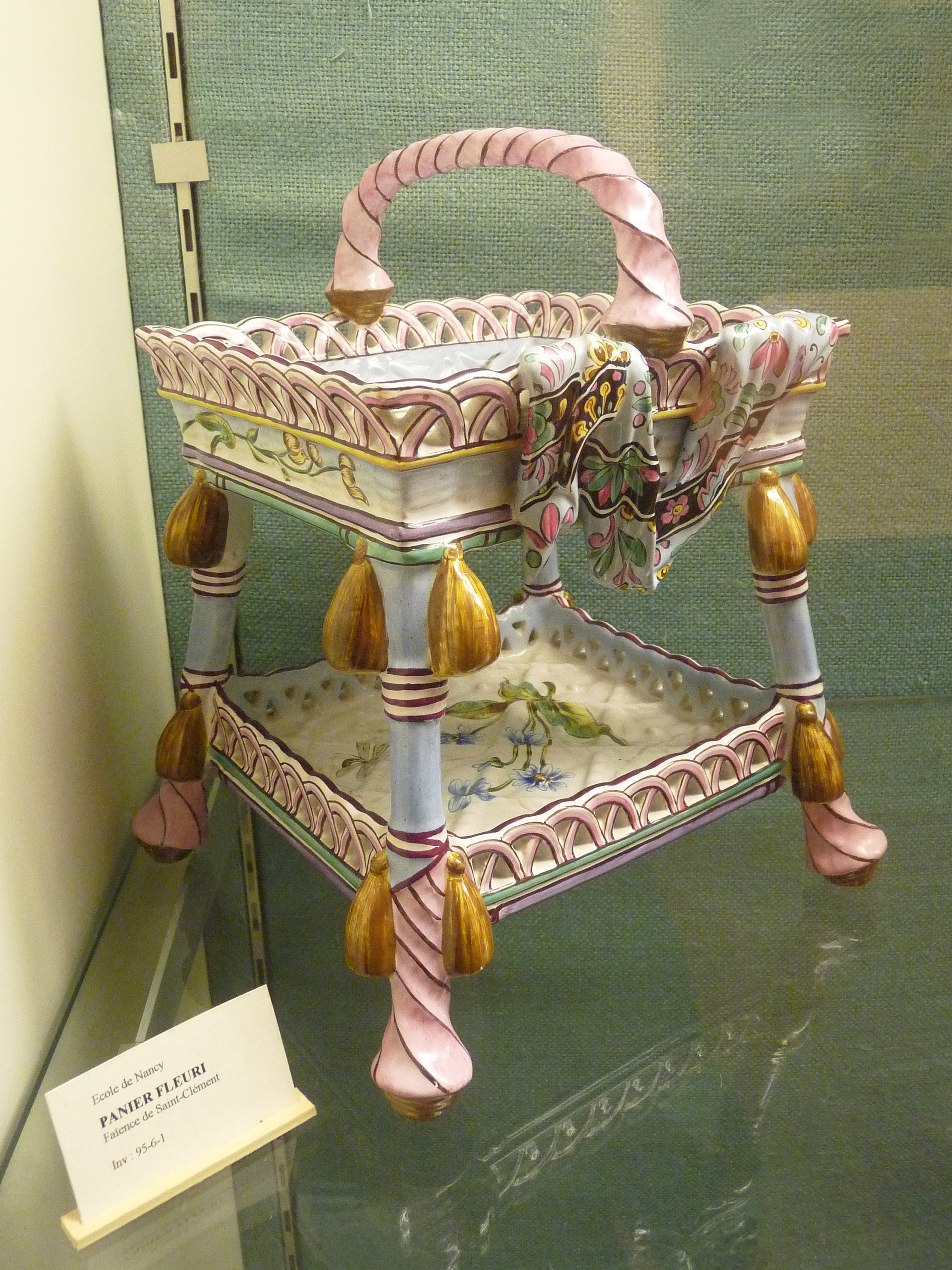
Panier fleuri im Musée Charles-de-Bruyères.
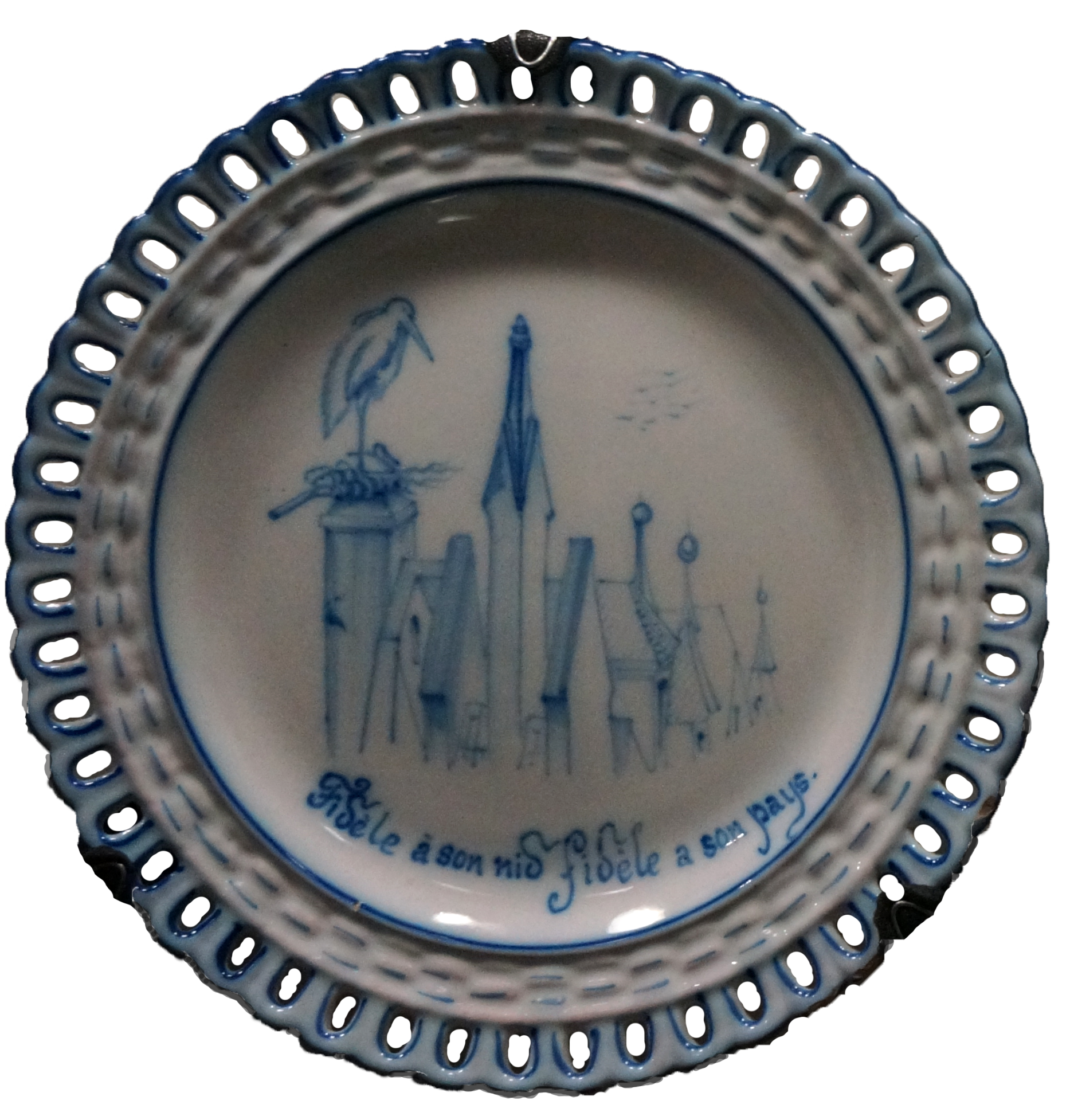
Assiette ajourée "fidèle à son nid" (1914) im Musée lorrain.
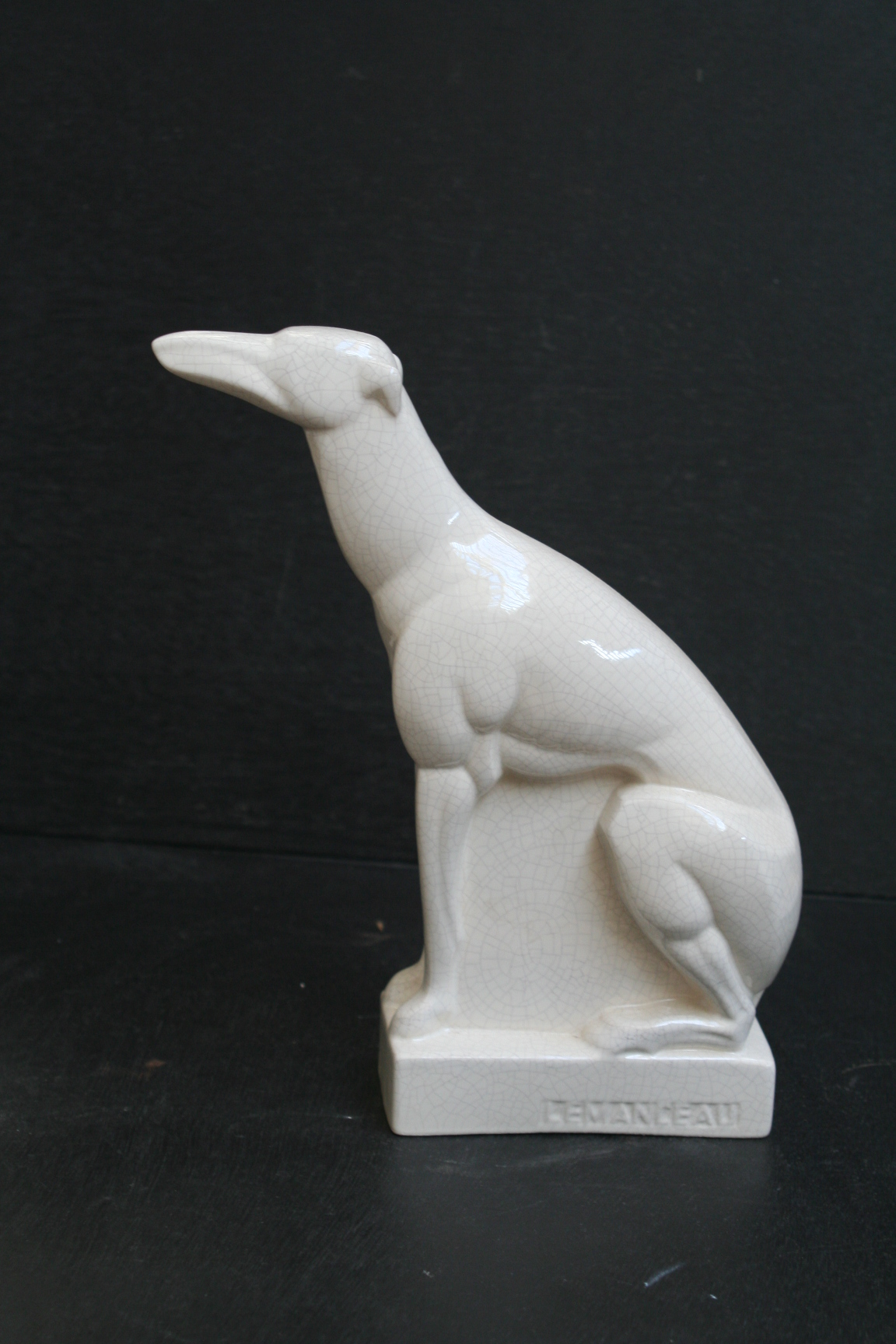
Lévrier art déco sculpté par Charles Lemanceau pour la faïencerie de Saint-Clément, um 1925.
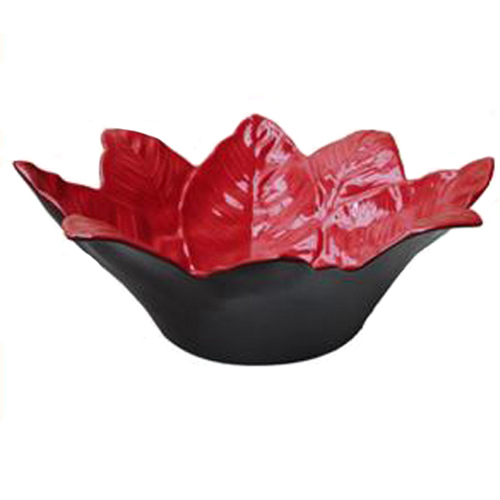
Saladier Spa de la faïencerie de Saint-Clément, um 1950.